# تاكايوشي يامانو
تاكايوشي يامانو (باليابانية: 山野 孝義) (5 أبريل 1955 في أوساكا في اليابان – )؛ هو لاعب كرة قدم ياباني سابق كان يلعب كمدافع. سبق له أن لعب مع منتخب اليابان.

## وصلات خارجية
- تاكايوشي يامانو على موقع ناشيونال فوتبول تيمز (الإنجليزية)

- National Football Teams
- Japan National Football Team Database